# Alto Alegre (Rio Grande do Sul)
Alto Alegre es un municipio brasileño del estado de Rio Grande do Sul.
Se encuentra ubicado a una latitud de 28º46'26" Sur y una longitud de 52º59'26" Oeste, estando a una altitud de 370 metros sobre el nivel del mar. Su población estimada para el año 2006 era de 2.136 habitantes. 
Ocupa una superficie de 110,68 km². 
- Datos: Q1806753
- Multimedia: Alto Alegre (Rio Grande do Sul) / Q1806753